# John Restrepo
John Javier Restrepo (né le 22 août 1977 à Medellín en Colombie) est un joueur de football international colombien, qui évolue au poste de milieu de terrain.

## Biographie

### Carrière en sélection
Avec l'équipe de Colombie, il dispute 38 matchs (pour 2 buts inscrits) entre 2001 et 2010. Il figure notamment dans le groupe des sélectionnés qui soulève la Copa América 2001.
Il participe également à la Gold Cup de 2003.

## Palmarès
| Independiente Medellín - Championnat de Colombie (2) : - Champion : 2002 (Clôture) et 2009 (Clôture). |  | Colombie - Copa América (1) : - Vainqueur : 2001. |